# Harold Robert Aaron
Harold Robert Aaron, ameriški general, * 21. junij 1921, † 30. april 1980.